# مسجد صفا
مسجد صفا مربوط به دوره قاجار است و در اصفهان، محله شهشهان ـ مجاور بقعه شهشهان واقع شده و این اثر در تاریخ ۱۸ مهر ۱۳۷۵ با شمارهٔ ثبت ۱۷۵۵ به‌عنوان یکی از آثار ملی ایران به ثبت رسیده‌است.
در محله شهشهان در مجاورت بقعه شهشهان مسجد زیبایی وجود دارد که به مسجد صفا معروف است این مسجد در زمان قاجار ساخته شده و بانی آن سید محمد گلستانه‌است. این مطلب را کتیبه‌ای مشخص می‌کند که بر سردر مسجد به خط ثلث سفید بر زمینه کاشی خشت لاجوردی نوشته شده‌است این کتیبه تاریخ ۱۲۹۰ و نام محمد علی بن محمد باقر گلستانه را بر خود دارد. کاتب این کتیبه محمد تقی بن ابراهیم است در بالای در ورودی مسجد صفا علاوه بر عباراتی که به خط ثلث نوشته شده اشعار و عباراتی نیز به زبان فارسی و خط نستعلیق مشکی بر زمینه کاشی خشت زرد رنگ با تاریخ ۱۲۸۹ نوشته شده‌است.
در ایوان جنوبی مسجد، سوره اخلاص با خط بنائی مشکی بر زمینه آجری و تاریخ ۱۲۹۱ نوشته شده‌است.
بر سنگاب زیبای مسجد نیز اشعاری به زبان فارسی و تاریخ ۱۲۹۰ هجر ی حجّاری شده‌است. بر دو لنگه در شبستان مسجد عباراتی با تاریخ ۱۲۸۹ هجری آمده‌است. در محراب نیز نام محمد علی گلستانه و تاریخ ۱۲۹۰ به خط ثلث سفید معرق بر زمینه کاشی لاجوردی همراه با آیات قرآن مجید به چشم می‌خورد.
در اطراف این محراب عبارات مذهبی و آیات قرآنی با خط بنائی سه رگی و نام عبد الرحیم بن علی اصغر نوشته شده‌است.